# Didyctium brunneum
Didyctium brunneum är en stekelart som först beskrevs av Belizin 1973.  Didyctium brunneum ingår i släktet Didyctium, och familjen glattsteklar. Arten är reproducerande i Sverige.